# Konstantin Nikolayevich Leselidze
Konstantin Nikolaevich Leselidze (tiếng Nga: Константин Николаевич Леселидзе, tiếng Gruzia: კონსტანტინე ლესელიძე, Konstantine Leselidze; 2 tháng 10 năm 1903 – 21 tháng 2 năm 1944) là thượng tướng của Hồng Quân Liên Xô và ông đã tham gia thế chiến thứ hai. Cha ông là Nicolai Leselidze và anh trai ông là anh hùng Liên Xô V.N Leselidze.

## Tiểu sử
Ông sinh ra tại thành phố Ozurgety nay là thành phố Makaradze, Gruzia trong một gia đình lao động
Tháng 5 năm 1921, ông gia nhập Hồng Quân và bảo vệ chính quyền cách mạng non trẻ. Năm 1922, ông tốt nghiệp trường sĩ quan Obedinennuyu ở Gruzia. Năm 1925, ông học thêm khoa pháo binh và đến năm 1929, ông theo học khóa nâng cao khoa tham mưu và chỉ huy.
Tháng 2 năm 1941, ông làm việc ở Quân khu đặc biệt Belorussian.
Tháng 6 năm 1941 đến tháng 6 năm sau, ông làm tư lệnh tập đoàn quân 50. Tháng 8 năm 1942, ông chỉ huy quân đoàn súng trường 3.
Tháng 8 năm 1942, ông trở thành tư lệnh tập đoàn quân 46 đến tháng 1 năm 1943, ông chuyển tới tập đoàn quân 47. Và đến tháng 3 năm 1943, ông trở thành tư lệnh tập đoàn quân 18 đóng tại Transcaucasian; cũng trong năm này ông được phong hàm thượng tướng.
Ngày 21 tháng 2 năm 1944, ông qua đời vì bệnh hiểm nghèo.

## Gia đình
- Leselidze Valerianus, em ông hy sinh trong đợt tấn công vào Kerch.
- Leselidze Victor, một người em khác của ông nằm lại ở Karelia.

## Vinh danh
Ông được Liên bang Xô Viết truy tặng danh hiệu Anh hùng Liên Xô, tặng thưởng Huân chương Lenin, Huân chương Suvorov hạng Nhất, Huân chương Kutuzov hạng Nhất, Huân chương Bogdan Khmelnitskogo hạng Nhất và 2 Huân chương Sao Đỏ.
Tại thành phố Tbilisi đã dựng tượng đài của ông. Trong bảo tàng địa phương của thành phố Makharadze vẫn còn lưu giữ những kỉ vật liên quan đến chiến công của anh em nhà Leselidze. Và trên quê hương anh em ông, một nơi nghỉ mát bên bờ Biển Đen của Abkhaziya được đặt theo họ Leselidze.

### Sách
- Tướng lĩnh Liên Xô, Nguyễn Dương Hoán, Nhà xuất bản Đồng Nai, 1999.
- Đất mẹ ơi! Đứng dậy người hỡi!, Vương Trọng Linh, HXB Thông tin, 2002